# 6485 Wendeesther
6485 Wendeesther este o planetă minoră (asteroid) din Mars-crossing asteroid[*]. A fost descoperită pe 25 octombrie 1990 la Observatorul Palomar de Carolyn S. Shoemaker. 
Obiectul prezintă o orbită caracterizată de o semiaxă mare de 1,9102091 UAi, o excentricitate de 0,15, o înclinație de 20,46443 ° în raport cu ecliptica.